# Lake Park
Pour les articles homonymes, voir Lake Park (homonymie).
Lake Park est une municipalité ayant le statut de town située dans le comté de Palm Beach en Floride. En 2000, sa population est de 8 721 habitants.

## Démographie
| 1930 | 1940 | 1950 | 1960  | 1970  | 1980  |
| ---- | ---- | ---- | ----- | ----- | ----- |
| 470  | 379  | 489  | 3 589 | 6 993 | 6 909 |

| 1990  | 2000  | 2010  | - | - | - |
| ----- | ----- | ----- | - | - | - |
| 6 704 | 8 721 | 8 155 | - | - | - |

## Source de la traduction
- (en) Cet article est partiellement ou en totalité issu de l’article de Wikipédia en anglais intitulé « Lake Park, Florida » (voir la liste des auteurs).